# San Cristóbal megye
San Cristóbal egy megye Argentína középpontjától északkeletre, Santa Fe tartományban. Székhelye San Cristóbal.

## Népesség
A megye népessége a közelmúltban a következőképpen változott:
| Év   | Lakosság |
| ---- | -------- |
| 2001 | 64 657   |
| 2010 | 68 878   |